# بيترو ماركو
بيترو ماركو (بالألبانية: Petro Marko‏) هو كاتب ألباني، ولد في 25 نوفمبر 1913 في Dhërmi ‏ في ألبانيا، وتوفي في 27 ديسمبر 1991 في ألبانيا.